# Kompensationsflug
Als Kompensationsflug wird ein flussaufwärts gerichteter Flug von Insektenweibchen vor der Eiablage bezeichnet, der einen Abwärtstransport der Eier und Larven mit dem Wasserfluss ("Drift") ausgleichen soll und so eine Verschiebung des Lebensraumes verhindert. Flussaufwärts gerichtete Flugbewegungen wurden bei verschiedenen Insekten, insbesondere Eintagsfliegen (Ephemeroptera) und Köcherfliegen (Trichoptera), beobachtet und als Kompensationsflüge interpretiert.
Die tatsächliche Rolle, die diese Flüge als Kompensation einer Drift während der Entwicklung im Fließgewässer spielen, ist allerdings in vielen Fällen unklar. Das Ausmaß der Drift hängt von der Form der Eier und Larven und dem Verhalten letzterer ab. Besonders Eintagsfliegen zeigen nur eine geringe Flugleistung, die zudem noch stark durch die Windverhältnisse beeinflusst wird. Somit schwankt die Bedeutung des Kompensationsfluges wahrscheinlich zwischen Arten, Lebensräumen und Wetterlage im entsprechenden Jahr.
Verschiedene Einflüsse können die Möglichkeit eines Kompensationsfluges und damit die Besiedelung eines Wasserlaufs behindern. So konnte gezeigt werden, dass dichte Fichtenmonokulturen den Kompensationsflug behindern und so als Ausbreitungshindernis wirken können.
Eine entsprechende Bevorzugung der Eiablage flussaufwärts wurde beim Pyrenäen-Gebirgsmolch (Calotriton asper) beschrieben, der in rasch fließenden Gebirgsbächen der Pyrenäen vorkommt und der flussabwärts wegen Raubfischen wie Forellen kaum Überlebenschancen hat.